# Formamid
Formamid är en amid av myrsyra.

## Egenskaper
Formamid är blandbar med vatten i godtyckliga proportioner. I ren form kan formamid lösa många salter (jonföreningar) som inte är lösliga i vatten.
När formamid hettas upp över 200 °C sönderfaller den till ammoniak och kolmonoxid eller vatten och vätecyanid.
{\displaystyle {\rm {CHONH_{2}\ {\xrightarrow {\Delta }}\ NH_{3}+CO}}}
{\displaystyle {\rm {CHONH_{2}\ {\xrightarrow {\Delta }}\ H_{2}O+HCN}}}

## Framställning
Traditionellt framställs formamid genom att myrsyra och ammoniak fick reagera med varandra och bilda ammoniumformiat (NH4HCO2) som sedan värmdes upp tills den sönderföll i formamid och vatten.
{\displaystyle {\rm {HCOOH+NH_{3}\rightarrow HCOONH_{4}}}}
{\displaystyle {\rm {HCOONH_{4}\ {\xrightarrow {\Delta }}\ HCONH_{2}+H_{2}O}}}
Idag framställs formamid direkt genom aminolys av metylformiat (HCO2CH3).
{\displaystyle {\rm {HCO_{2}CH_{3}+NH_{3}\rightarrow HCONH_{2}+CH_{3}OH}}}

## Användning
Formamid har många användningsområden.
- För tillverkning av sulfonamid och syntetiska vitaminer.
- Som mjukgörare för papper.
- Som tillsats i sol-gel för att undvika sprickor vid sintring.